# Schoenocaulon frameae
Schoenocaulon frameae là một loài thực vật có hoa trong họ Melanthiaceae. Loài này được Zomlefer & Judd mô tả khoa học đầu tiên năm 2008.